# Клемник

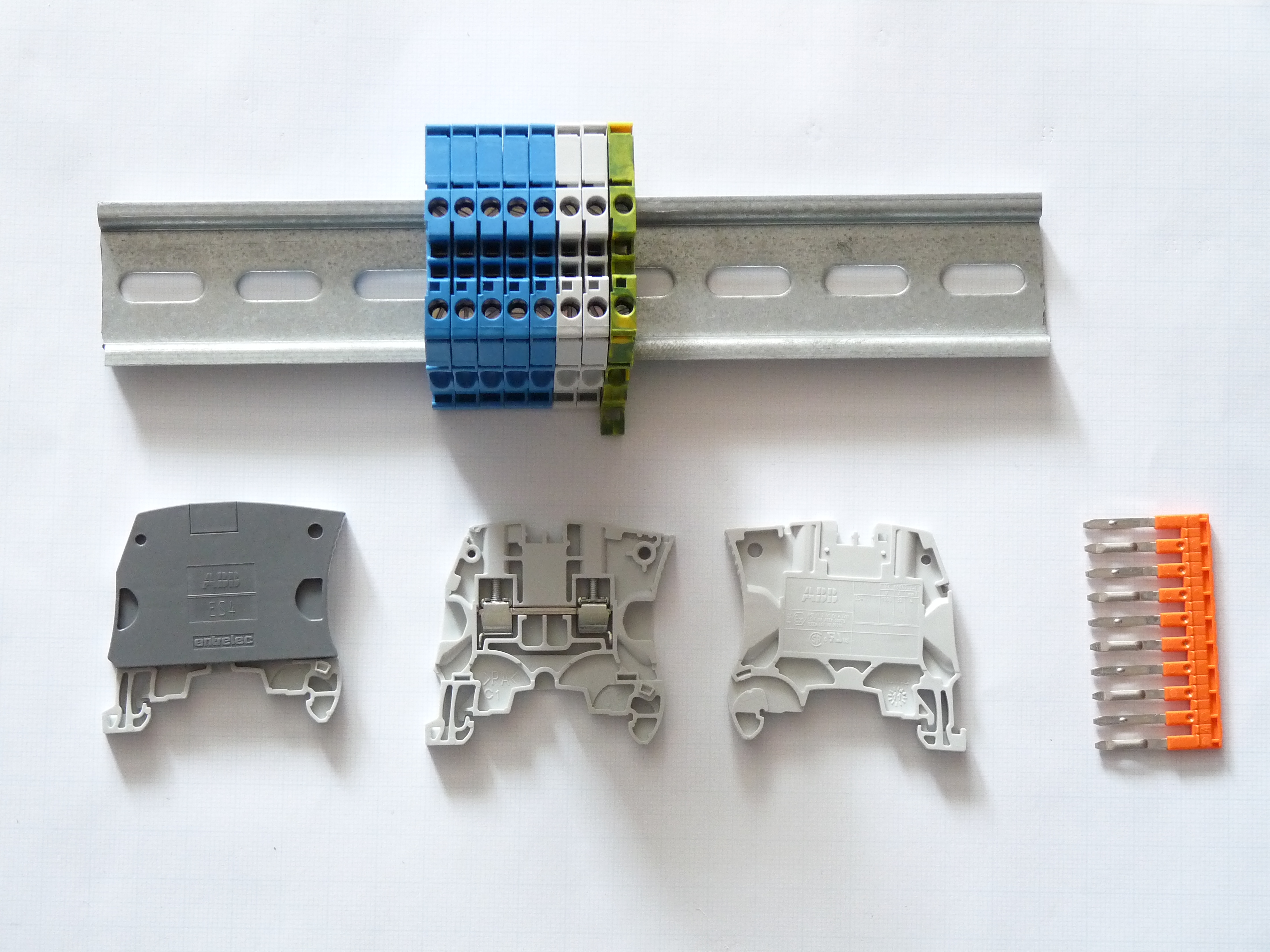
прохідні клеми (до 4мм²) з можливістю з'єднання між собою за допомогою моста

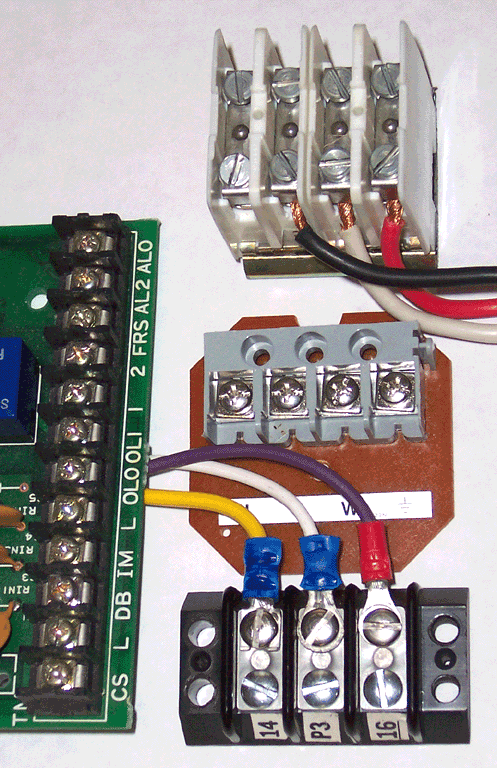
Клемники

Кле́мник, клемна колодка — компонент системи, головною функцією якого є забезпечення надійного та безпечного електричного та механічного з'єднання провідників. Являє собою кілька клем, з'єднаних у блок.
Термін клемники охоплює усі можливі типи, конструкції і форми з'єднань. З погляду застосування найважливішою групою клемників є модульні клемники з кріпленням на DIN-рейку.